# Eteocretenc
L'eteocretenc és una llengua extingida, no grega, de la qual s'han trobat unes poques inscripcions alfabètiques a l'antiga Creta.
A l'est de Creta s'han trobat prop de mitja dotzena d'inscripcions que, encara que escrites en alfabet grec, clarament no són pas grec. Aquestes inscripcions estan datades entre finals del segle setè o principis del sisè fins al segle tercer aC. L'idioma, que no es comprèn, és probablement una supervivència d'una llengua parlada a Creta abans de l'arribada dels grecs i bé podria ser derivada de la llengua minoica representada a l'escriptura lineal A de les inscripcions d'un mil·lenni abans. Però com que aquesta llengua continua sense ser desxifrada, no es pot dir amb seguretat que l'eteocretenc i el minoic estiguin relacionats.
Alguns testimonis de l'antiguitat suggereixen que aquesta llengua és la dels eteocrentencs citats en l'Odissea, és a dir, dels cretencs originals, genuïns, o de veritat, que habitaven l'antiga ciutat de Praisos.
Desafortunadament, el terme eteocretenc també s'aplica a vegades a la llengua minoica (o llengües) de més d'un mil·lenni abans en els anomenats "jeroglífics cretencs" (gairebé amb tota seguretat un sil·labari) i en l'escriptura lineal A. Yves Duhoux, probablement la principal autoritat actual en eteocretenc, ha escrit: "cal separar rigorosament l'estudi de l'eteocretenc del de les inscripcions "jeroglífiques" i de les lineal A".